# ینیسیسکویه
ینیسیسکویه (به لاتین: Yeniseyskoye) یک منطقهٔ مسکونی در روسیه است که در سرزمین آلتای واقع شده‌است.